# Chris-Craft Corporation

Chris-Craft Launch 35 GT från 2019

Chris-Craft Corporation är en amerikansk båttillverkare.
Varumärket Chris-Craft etablerades av båttillverkaren Chris Craft Boats på 1930-talet och kommer från grundaren av detta företag Chris Smith. Detta företaget såldes av familjen Smith 1960 till NAFI Corporation, som 1962 namnändrade företaget till Chris-Craft Industries. Dagens företag, som tillverkar båtar med varumärket Chris-Craft, är Chris-Craft Corporation i Sarasota i Florida.
Chris-Craft Industries sålde sin båtdivision 1981 till George Dale Murray och en grupp investerare, men behöll varumärkesrätten. Företaget köptes 2000 av News Corporation 2000. Murray Chris-Craft utvecklade under 1980-talet racerbåtar, men gick i konkurs 1988.,
Efter ytterligare ägarbyten övertogs företaget 2018 av Winnebago Industries.
Dagens modellprogram består av sju modellserier: Bullet, Lancer, Launch, Corsair, Catalina,  Carina och Capri. Dagens produktion ligger på ca 300-400 båtar, med en båtlängd på 20-42 fot.